# Karl Vilhelm Šele
Karl Vilhelm Šele (šved. Carl Wilhelm Scheele, IPA: ; Štralzund, 9. decembar 1742 — Ćeping, 21. maj 1786) bio je švedski farmaceut i hemičar. Ajzak Asimov ga je nazvao „nesretni Šele”, jer je načinio veliki broj hemijskih otkrića pre drugih, ali — u najvećem broju slučajeva — zasluge za ta otkrića dobili su drugi naučnici. Na primer, Šele je otkrio kiseonik (mada je Džozef Pristli svoje otkriće prvi objavio), te je identifikovao molibden, volfram, barijum, vodonik i hlor pre Dejvija — između ostalog. Šele je takođe otkrio i organske kiseline: oksalnu, vinsku, limunsku, mokraćnu, mlečnu, kao i fluorovodoničnu, cijanovodoničnu i arsensku kiselinu. Više se služio nemačkim u odnosu na švedski jezik tokom celog života, a i nemački se uobičajeno pričao među švedskim farmaceutima.

## Biografija
Šele je rođen u Štralzundu, u zapadnoj Pomeraniji (današnja nemačka pokrajina Meklenburg-Zapadna Pomeranija), koja je tada bila deo Švedske. Njegov otac Joahim (ili Johan) Kristijan Šele bio je trgovac žitom i proizvođač piva poreklom iz čuvene nemačke porodice, a majka se zvala Margareta Eleanora Varnekros.
Prijatelji njegovih roditelja naučili su Šelea veštinu čitanja recepata i značenja hemijskih i farmaceutskih oznaka. Zatim su ga 1757, kao četrnaestogodišnjaka, poslali u Geteborg na praksu iz farmacije — zajedno sa još jednim porodičnim prijateljem i apotekarom, Martinom Andreasom Bauhom. Tamo je živeo osam godina. Tokom tog perioda, Šele je provodio eksperimente do dugo u noć i čitao radove Lemerija, Nojmana, Fon Levenštern-Kunkela i Štala (jednog od glavnih zagovornika teorije flogistona). Mnoge od Šeleovih kasnijih teoretskih spekulacija bile su zasnovane na Štalu.
Godine 1765. Šele je radio pod patronatom naprednog i dobro informiranog apotekara K. M. Kjelstrema u Malmeu, a postao je prijatelj s Andersom Jahanom Recijusom — predavačem na Univerzitetu u Lundu, kasnije i profesorom hemije u Stokholmu. Šele je stigao u Stokholm negde između 1767. i 1769. i tamo radio kao apotekar. Tokom boravka tamo, otkrio je vinsku kiselinu, a sa svojim prijateljem Recijusom proučavao je odnos kalcijum oksida i kalcijum karbonata. Dok je živeo u prestonici, upoznao je brojne naučnike (kao što su Abraham Bek, Peter Jonas Bergijus, Bengt Bergijus i Karl Fridrajh fon Šulcenhajm).

## Literatura
- (језик: немачки)
/izvor za sliku lab. opreme iznad/

## Spoljašnje veze
-{
- Carl Wilhelm Scheele на сајту Пројекат Гутенберг (језик: енглески)
- Karl Vilhelm Šele на сајту Internet Archive (језик: енглески)
- Scheele, Chemical Observations and Experiments on Air and Fire (1780 translation) (jezik: engleski)
- Excerpts from the Chemical Treatise on Air and Fire (jezik: engleski)
- „Scheele, Karl Wilhelm”.  (на језику: енглески) (11 изд.). 1911.
- „Scheele, Carl Wilhelm”. The Nuttall Encyclopædia. 1907.
- „Sketch of Karl Wilhelm Scheele”. Popular Science Monthly. 31: 839—843. октобар 1887.
- „The Scheele Monument at Stockholm”. Popular Science Monthly. 42: 685—688. март 1893.

}-